# بوریس رومانوف
بوریس رومانوف (روسی: Бори́с Никола́евич Рома́нов؛ 1937 – 10 february ۲۰۱۴ (۷۶−۷۷ سال)) دوچرخه‌سوار اهل اتحاد جماهیر سوسیالیستی شوروی بود.